# Flaga stanowa Missouri
Barwy pochodzą od flagi państwowej. Dwadzieścia cztery gwiazdy upamiętniają, że Missouri było dwudziestym czwartym stanem przyjętym do Unii. Niedźwiedzie symbolizują rozmiary i siłę stanu. Herb państwowy oznacza przynależność do Unii, a półksiężyc to symbol nowego stanu, drugiego na terenie Luizjany.
Przyjęta 23 marca 1913 roku. Proporcje 7:12.